# Budua
Budua (łac. Diœcesis Buduanensis) – stolica historycznej diecezji katolickiej w prowincji Dalmacja.

## Historia
Erygowana prawdopodobnie ok. 900, w 1828 zniesiona i wcielona w struktury diecezji kotorskiej. W 1933 ustanowiona katolickim biskupstwem tytularnym.

## Biskupi tytularni
| Lp. | Biskup                               | Od                   | Do                   |
| --- | ------------------------------------ | -------------------- | -------------------- |
| 1   | Victorino Cristobal Ligot            | 12 lutego 1969       | 6 lutego 1970        |
| 2   | Louis-Bertrand Tirilly SSCC          | 17 marca 1970        | 27 września 1976     |
| 3   | António José Rafael                  | 2 grudnia 1976       | 26 lutego 1979       |
| 4   | Ruben Tolentino Profugo              | 27 sierpnia 1979     | 15 maja 1982         |
| 5   | Pastor Cuquejo CSsR                  | 27 czerwca 1982      | 19 kwietnia 1990     |
| 6   | Fabio de Jesús Morales Grisales CSsR | 15 kwietnia 1991     | 29 października 1999 |
| 7   | Jorge García Isaza CM                | 17 lutego 2000       | 16 sierpnia 2016     |
| 8   | Socrates Mesiona MSP                 | 28 października 2016 |                      |